# Картечна кола
В най-общия случай картечна кола е термин, отнасящ се до импровизирано леко бойно возило. Най-често това е цивилен пикап 4х4 с монтирана картечница или друго подобно автоматично оръжие на задната част от каросерията. Картечните коли почти винаги са част от нередовни военни формирования, и са предпочитано бойно средство на бунтовнически групировки от Сомалия, Ирак, Афганистан, Палестина и други страни от Третия свят.
Произходът на съвременните картечните коли е от Сомалия. С тях сомалийските военни командири демонстрират своята мощ.
Тъй като това возило рядко разполага с броня, основната бойна тактика е стрелба в движение. Картечарят засипва с многобройни неточни изстрели целта (или целите), докато колата се придвижва бързо.
Картечните коли се създават лесно и не изискват почти никакви средства. Това ги прави привлекателни за групировки, планиращи бързи нападения или охрана на даден район. Специалните сили на САЩ използват картечни коли на труднодостъпни места в Афганистан и за охрана на цивилното население. Американската армия е снабдила и иракската полиция с голям брой такива возила.

## Употреба
Употребата на импровизирани бойни машини датира още от периода на Втората световна война, но картечната кола в съвременния си вид се появява в края на 70-те години. Те са ефективни в градски бойни действия, както и за изненадващи засади. Липсата на каквато и да било броня обаче ги прави неефективни срещу танкове, БТР-и и други тежки въоръжения.

### Чадско-либийски конфликт
Може би най-любопитната употреба на картечните коли е при Чадско-либийския конфликт. Добре въоръжената и тренирана либийска армия е отблъсната от нередовни войски на Чад през 1987 г., всички използващи такива возила за нападение и транспорт. В частност, благодарение на тези машини, на либийците е нанесено тежко поражение при гр. Фада. Шофьорите на колите, както картечарите и останалите войници са били доброволци. Липсвали са каквито и да било комуникационни звена между отделните бойни единици, а най-високият чин в тези отряди е бил ефрейторският. Чадските картечни коли проникват до 150 километра на север от границата с Либия. Тези сражения остават в историята като „Войната на тойотите“.

### Сомалия
Употребата на картечните коли в Сомалия датира от началото на 90-те години. След падането на режима на Сиад Баре отделните кланове и военни командири оборудват с различни въоръжения по-големи цивилни возила, тъй като почти не се намират танкове или БТР-и.
При завземането на Байдоа през 1995 година Мохамед Фаррах Айдид използва 600 бунтовници и 30 картечни коли.  През септември 2006 година Алиансът на долината Джуба използва близо 130 такива коли при завземането на Кисмаю. Групировките, подкрепящи етиопските войски срещу Съюзът на ислямските съдилища разполагат с повече от 250 картечни коли. Те са на въоръжение в редовните войски на временното сомалийско правителство. Съюзът на ислямските съдилища се опитва да окаже съпротива на етиопската армия в началото на Войната в Сомалия с такива машини, но те не са ефективни срещу танковете Т-55 и вертолетите Ми-24.

### Ирак
Известен брой картечни коли бяха използвани от Иракската гвардия и Федаините в началото на Войната в Ирак, но бяха неспособни да окажат съпротива на американските танкове и самолети.  Някои терористични групировки използват картечни коли за нападение над иракски полицаи.

### Афганистан
Картечните коли са една от основните бойни единици при режима на талибаните. 

### Судан
При нападенията над цивилно население в Дарфур бунтовниците Джанджавид използват картечни коли. 